# Oemona separata
Oemona separata là một loài bọ cánh cứng trong họ Cerambycidae.

## Hình ảnh

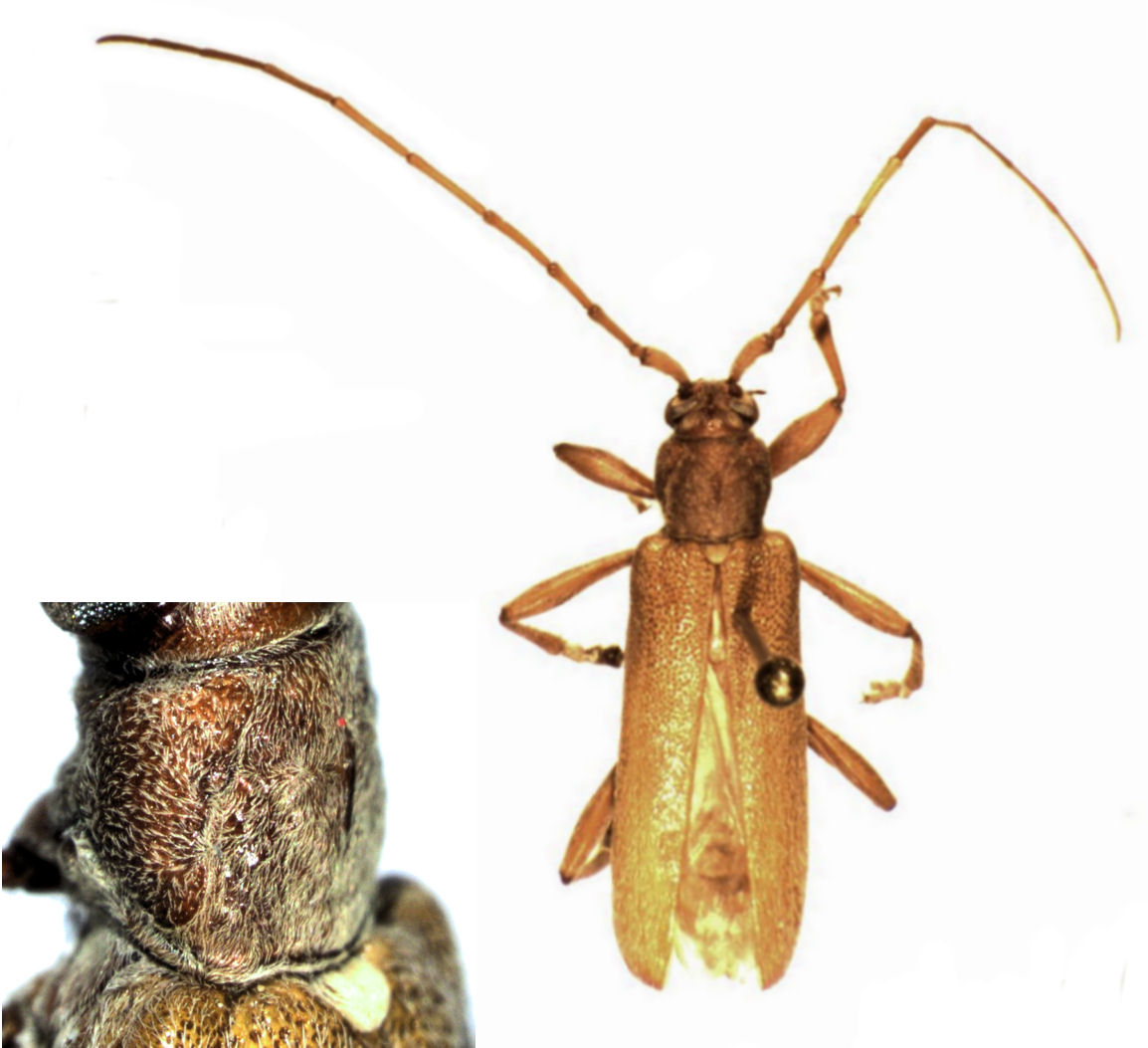